# ユレマミン
ユレマミン(Yuremamine)は、ミモザ・テヌイフローラ (Mimosa tenuiflora) の皮から単離されたフィトインドールのアルカロイドで、インドールアルカロイドの新しい種類とされ、pyrrolo[1,2-a]indoleの構造が誤って割り当てられた。しかし、2015年にはユレマミンのバイオ・インスパイアードな全合成が、ユレマミンのフラボノイド誘導体としての実際の構造を明らかにした。当初単離されたユレマミンは天然に紫の固形物として産生されたものであったが、全合成によって無色の遊離塩基だということが明らかにされ、高速液体クロマトグラフィー (HPLC) の精製を行っている際にトリフルオロ酢酸塩の構造が紫色に変化させたものであった。

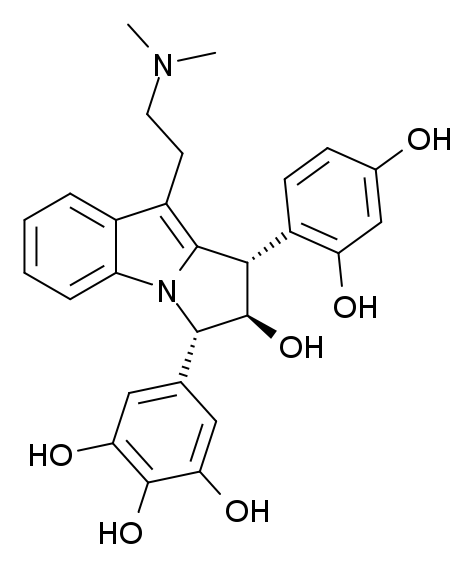
当初提案された、ユレマミンの化学構造。